# Cmentarz żydowski w Sianowie
Cmentarz żydowski w Sianowie – kirkut o powierzchni 0,11 ha położony w Sianowie przy ul. Łubuszan. Nekropolia została założona w XVIII wieku, przetrwała do czasu okupacji hitlerowskiej, kiedy to została zdewastowana. Obecnie na terenie cmentarza nie pozostała żadna macewa.